# افشین پیرهاشمی
افشین پیرهاشمی (مرداد ۱۳۵۳ – ١٧ آذر ١۴٠٣) نقاش ایرانی و دانش‌آموختهٔ مقطع کارشناسی رشتهٔ نقاشی از دانشگاه آزاد اسلامی بود.

## سبک کار
بسیاری از نقاشی‌های افشین پیرهاشمی سیاه و سفید هستند و ابعادی بزرگ دارند. برخی از منتقدان، او را فتورئالیست می‌دانند. او رویکردی مینیمالیستی داشت.
در نقاشی‌های افشین پیرهاشمی زنان در لایه‌های تودرتو با حجاب سیاه در پس‌زمینه سفید با عناصری غیر معمول از جمله شمشیر و اسلحه و کلاه‌خود گرفته تا خط و شعر فارسی به تصویر کشیده می‌شدند. او همزمان با نگاهی مدرن به زنان  دیدگاه اسطوره‌ای خود به آنان را حفظ کرد. او در برخی از کارهایش از چهره مهناز افشار و مهتاب کرامتی استفاده کرد.

## برگزاری نمایشگاه‌ها
او در آغاز نمایشگاه‌هایی در گالری‌های هما و سیحون و موزهٔ هنرهای معاصر تهران برگزار کرد. پیرهاشمی نخستین نمایشگاه انفرادی خود را در سال ۱۳۶۹ در گالری بامداد برگزار کرد. پس از آن در کمتر از یک دهه در نمایشگاه‌های انفرادی و گروهی بسیاری آثار خود را به نمایش گذاشت و در حراجی‌های بین‌المللی معتبری مانند کریستیز، بونامز و فیلیپس آثار خود را به فروش رساند. او خیلی زود به یکی از گران‌ترین هنرمندان جوان معاصر خاورمیانه تبدیل شد.
پیرهاشمی نزدیک به ۲۰ سال اجازه برگزاری نمایشگاه در داخل ایران را نداشت. شرکت او در دوسالانه بین‌المللی هنر پکن در سال ۱۳۸۴ و کسب رتبه دوم آن نمایشگاه راه او را برای حضور در عرصه بین‌المللی هموار کرد. آشنایی و همکاری پیرهاشمی با «ایام گالری» در دمشق و شعبه آن در دبی به در معرفی کارهایش بیشتر کمک کرد.. زیرا ایام گالری کارهای او را در لندن، نیویورک و مسکو به نمایش گذاشت.

## نمایشگاه‌ها

### انفرادی
- سری ایکس، گالری هما، تهران، ۱۳۸۸[۸]
- گالری راه ابریشم، ارکو مادرید، اسپانیا، ۱۳۸۸
- گالری برگ، تهران، ۱۳۷۵
- گالری سیحون، تهران، ۱۳۷۵
- گالری فاطیما، تهران، ۱۳۷۴
- گالری بامداد، ۱۳۶۹

### گروهی
- بیرون و درون، میلان، ۱۳۸۸
- مسیرها ۲، لندن، ۱۳۸۸
- تفنگ‌ها و گل‌های سرخ، گالری الون هالند، لندن، ۱۳۸۷
- آرزوها و رؤیاها، مرکز مریدین، واشینگتن، ۱۳۸۶
- مشرق خیال، موزهٔ هنرهای معاصر تهران، تهران، ۱۳۸۵
- دومین دوسالانهٔ بین‌المللی هنر، پکن، ۱۳۸۴
- ششمین دوسالانهٔ بین‌المللی نقاشی، موزهٔ هنرهای معاصر تهران، تهران، ۱۳۸۳
- نگاه معنوی، موزهٔ هنرهای معاصر تهران[۹]